# Hotelul Palace din Sinaia
Hotelul Palace din Sinaia este un monument istoric aflat pe teritoriul orașului Sinaia.